# Candacia columbiae
Candacia columbiae is een eenoogkreeftjessoort uit de familie van de Candaciidae. De wetenschappelijke naam van de soort is voor het eerst geldig gepubliceerd in 1929 door Campbell.